# Drew Goddard
Andrew Brion Hogan „Drew“ Goddard (* 26. února 1975 Houston, Texas) je americký filmový a televizní scenárista a režisér.
Svoji kariéru začal v roce 2002 jako scenárista v poslední řadě seriálu Buffy, přemožitelka upírů. Po jeho ukončení napsal několik scénářů pro poslední řadu seriálu Angel. Od roku 2005 spolupracoval s J. J. Abramsem – jako scenárista působil u jeho seriálů Alias a Ztraceni. Roku 2008 napsal svůj první celovečerní film Monstrum, k jeho dalším scenáristickým dílům patří snímky Světová válka Z (2013) a Marťan (2015). Spoluautorsky se podílel scénáři filmu Chata v horách (2012), který se stal i jeho režijním debutem. Také je autorem seriálu Daredevil (2015–2018). V roce 2018 napsal a natočil snímek Zlý časy v El Royale.